# Gaël Danic
Gaël Danic, né le 19 novembre 1981 à Vannes en France, est un footballeur français qui a évolué au poste d'ailier gauche.

## Biographie

### Enfance et débuts
Gaël Danic grandit dans le Golfe du Morbihan, entre Baden et Vannes. Issu d'une famille de sportif, sa mère est professeur d'EPS et son père Jean fut champion de France du 800 mètres dans les années 1970. Gaël se rend au stade du club de Baden pour voir jouer son grand frère et commence le football à l'âge de quatre ans.
Rapidement ses parents l'inscrivent dans la même association que son frère aîné et Gaël Danic, dans son élément, déclare vouloir devenir professionnel à ses parents. Gaucher naturel, il poursuit son parcours avec le Véloce vannetais, puis en sport-étude à Saint-Vincent Providence et Bréquigny, près de Rennes.

### Formation au Stade rennais

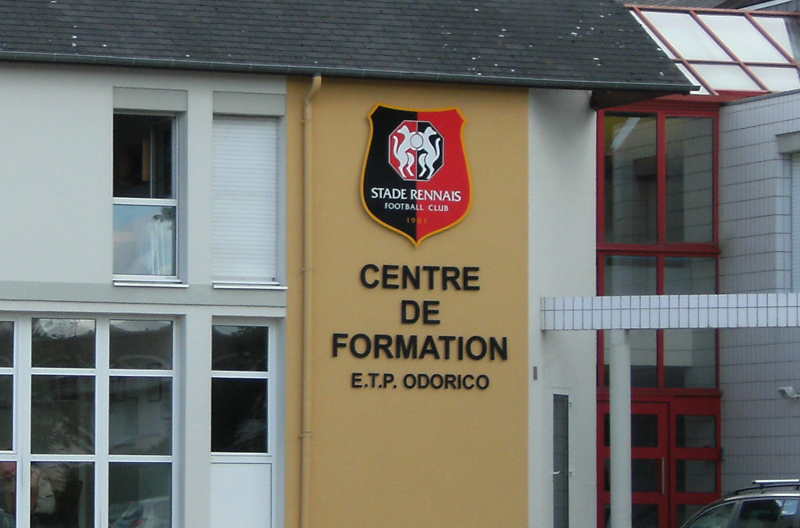
Gaël Danic est formé au Stade rennais.

À treize ans, Danic rejoint le Stade rennais pour jouer avec les moins de quinze ans. Sur le terrain, Bertrand Marchand, un des formateurs, tombe sous le charme de ce petit gaucher, volontaire et brillant. Mais son physique lui vaut quelques déboires et mises à l'écart.
Après quelques saisons de perfectionnement avec l'équipe réserve en CFA, Danic commence à faire parler de lui durant l'année 2000. Il intègre l'équipe de France des moins de 18 ans en mars contre l'Angleterre (3-0) et ne quitte ensuite plus le groupe de Jacques Crevoisier. Durant l'été, il remporte le Championnat d'Europe de la catégorie puis signe son premier contrat professionnel à son retour. Il fait ensuite ses débuts en Division 1 en novembre en remplaçant le Brésilien Vânder contre Toulouse (1-1).
Lors de l'été 2001, après une première saison professionnelle, Danic dispute le Mondial des moins de 20 ans. Profitant de la blessure de Lionel Mathis, il se voit attribuer le rôle de meneur de jeu en Argentine et devient le meilleur passeur des Bleuets. Mais il ne peut empêcher la défaite en quart-de-finale face à l'équipe locale (3-1), futur championne.
Lors de la saison 2002-2003 il est prêté à Guingamp, sans grande réussite, et les dirigeants rennais ne comptent pas sur lui pour la saison suivante, bien qu'il lui reste un an de contrat. Il est alors en contacts avancés avec Grenoble, club de Ligue 2.

### Rebond en Ligue 2
C'est lors de son passage au Grenoble Foot qu'il montre toutes ses qualités. Lors de la saison 2004-2005, il est considéré par les supporters grenoblois comme une pièce maîtresse de leur équipe, la menant en quarts de finale de la Coupe de France, où elle s'incline contre le CS Sedan Ardennes, le futur finaliste de la compétition. Le magazine France Football lui attribue l'Étoile d'or du meilleur joueur de Ligue 2 à l'issue de la saison. Aux trophées UNFP du football, il est présent dans l'équipe type de Ligue 2 et nommé pour le trophée du meilleur joueur.
Il signe ensuite à l'ES Troyes AC où il évolue pendant trois saisons entrecoupées d'un passage au FC Lorient. Il apparaît dans l'équipe type de Ligue 2 à l'issue de la saison 2007-2008 et est de nouveau nommé pour le trophée du meilleur joueur.

### Homme fort de Valenciennes

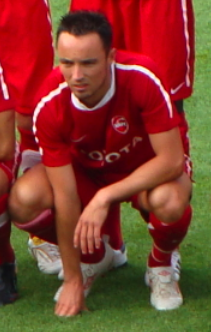
Danic en 2010.

En juin 2008, il retrouve la Ligue 1 en signant un contrat de deux ans et une année en option avec le Valenciennes FC. Ses performances attirent l’œil de plusieurs club français comme le PSG, l'AJ Auxerre ou encore les Girondins de Bordeaux. Cependant, le président a toujours mis son véto. En juin 2011, il prolonge son contrat de deux saisons supplémentaires.
En décembre 2012, Danic se fracture la fibula lors d'un match contre le PSG. La durée de son absence est estimée à deux mois. Auteur de onze passes décisives en 2012-2013, il est le Valenciennois le mieux classé aux étoiles France Football. Au total en cinq saisons à Valenciennes, il délivre 28 passes décisives et marque 29 buts.

### Dernières années en Ligue 1
En juin 2013, Gaël Danic s'engage pour deux saisons en faveur de l'Olympique lyonnais pour 800 000 € auxquels pourront s'ajouter 200 000 € d'incentives. Il ne s'impose pas à l'OL et Hubert Fournier annonce son départ le 30 janvier 2015. Le samedi 31 janvier 2015, il s'engage avec le Sporting Club de Bastia pour un an et demi. Le 4 février 2015, il connait sa première titularisation sous le maillot corse en demi-finale de Coupe de la Ligue face à l'AS Monaco.
Déjà sélectionné en équipe de Bretagne en 2013 lors d'une victoire face au Mali, il fait partie en avril 2016 d'une liste de 58 joueurs sélectionnables, dévoilée par Raymond Domenech qui en est le nouveau sélectionneur.
Au total, Gaël Danic a disputé 341 matches en première division, marquant 42 buts et réalisant 42 passes décisives. En 2022, le magazine So Foot le classe dans le top 1000 des meilleurs joueurs du championnat de France, à la 918ème place.

### Fin de carrière et reconversion
Gaël Danic s'engage le 12 juillet 2017 avec les Merlus, dans l'espoir de retrouver la Ligue 1. Un an après sa signature dans le Morbihan, il n'est pas conservé par le club. Le 3 juillet 2018, il s'engage au Stade lavallois, club de National 1. Le 24 août 2018, il marque son premier but et offre la victoire à son équipe dans les arrêts de jeu d'un déplacement à Drancy (0-1). Il termine sa carrière à Saint-Malo en National 2.
En 2021 il ouvre près de Rennes un complexe de padel, qu'il dirige. En 2022-2023, il commente les matchs de championnat de France du Stade rennais FC sur France Bleu Armorique.

## Style de jeu
Gaël Danic est assez agile et a un bon équilibre. Il possède de bonnes qualités de finition mais un jeu de tête perfectible.

## Statistiques
| Saison                | Club                  | Championnat           | Championnat | Championnat | Championnat | Coupe nationale | Coupe nationale | Coupe nationale | Coupe de la Ligue | Coupe de la Ligue | Coupe de la Ligue | Compétition(s) continentale(s) | Compétition(s) continentale(s) | Compétition(s) continentale(s) | Compétition(s) continentale(s) | Total | Total | Total |
| Saison                | Club                  | Division              | M.          | B.          | P.d.        | M.              | B.              | P.d.            | M.                | B.                | P.d.              | Comp.                          | M.                             | B.                             | P.d.                           | M.    | B.    | P.d.  |
| 2000-2001             | Stade rennais FC      | Division 1            | 10          | 0           | 0           | 1               | 0               | 0               | -                 | -                 | -                 | -                              | -                              | -                              | -                              | 11    | 0     | 0     |
| 2001-2002             | Stade rennais FC      | Division 1            | 12          | 0           | 0           | 2               | 0               | 0               | 2                 | 1                 | 0                 | CI                             | 2                              | 0                              | 0                              | 18    | 1     | 0     |
| Sous-total            | Sous-total            | Sous-total            | 22          | 0           | 0           | 3               | 0               | 0               | 2                 | 1                 | 0                 | -                              | 2                              | 0                              | 0                              | 29    | 1     | 0     |
| 2002-2003             | EA Guingamp (prêt)    | Ligue 1               | 18          | 0           | 0           | 2               | 0               | 0               | 2                 | 0                 | 0                 | -                              | -                              | -                              | -                              | 22    | 0     | 0     |
| 2003-2004             | Grenoble Foot 38      | Ligue 2               | 34          | 5           | 0           | 1               | 0               | 0               | 1                 | 0                 | 0                 | -                              | -                              | -                              | -                              | 36    | 5     | 0     |
| 2004-2005             | Grenoble Foot 38      | Ligue 2               | 35          | 9           | 0           | 6               | 3               | 0               | 1                 | 0                 | 0                 | -                              | -                              | -                              | -                              | 42    | 12    | 0     |
| Sous-total            | Sous-total            | Sous-total            | 69          | 14          | 0           | 7               | 3               | 0               | 2                 | 0                 | 0                 | -                              | 0                              | 0                              | 0                              | 78    | 17    | 0     |
| 2005-2006             | ES Troyes AC          | Ligue 1               | 11          | 0           | 0           | 1               | 0               | 0               | 1                 | 0                 | 0                 | -                              | -                              | -                              | -                              | 13    | 0     | 0     |
| 2006-2007             | ES Troyes AC          | Ligue 1               | 32          | 5           | 2           | 1               | 0               | 0               | 1                 | 0                 | 0                 | -                              | -                              | -                              | -                              | 34    | 5     | 2     |
| 2007-2008             | ES Troyes AC          | Ligue 2               | 38          | 5           | 4           | 3               | 0               | 0               | 2                 | 0                 | 0                 | -                              | -                              | -                              | -                              | 43    | 5     | 4     |
| Sous-total            | Sous-total            | Sous-total            | 81          | 10          | 6           | 5               | 0               | 0               | 4                 | 0                 | 0                 | -                              | 0                              | 0                              | 0                              | 90    | 10    | 6     |
| 2005-2006             | FC Lorient (prêt)     | Ligue 2               | 14          | 1           | 0           | -               | -               | -               | -                 | -                 | -                 | -                              | -                              | -                              | -                              | 14    | 1     | 0     |
| 2008-2009             | Valenciennes FC       | Ligue 1               | 36          | 4           | 7           | 1               | 0               | 0               | 1                 | 0                 | 0                 | -                              | -                              | -                              | -                              | 38    | 4     | 7     |
| 2009-2010             | Valenciennes FC       | Ligue 1               | 29          | 2           | 1           | 1               | 0               | 0               | 1                 | 0                 | 0                 | -                              | -                              | -                              | -                              | 31    | 2     | 1     |
| 2010-2011             | Valenciennes FC       | Ligue 1               | 36          | 9           | 8           | 1               | 0               | 0               | 3                 | 0                 | 1                 | -                              | -                              | -                              | -                              | 40    | 9     | 9     |
| 2011-2012             | Valenciennes FC       | Ligue 1               | 34          | 7           | 2           | 4               | 1               | 2               | 1                 | 0                 | 0                 | -                              | -                              | -                              | -                              | 39    | 8     | 4     |
| 2012-2013             | Valenciennes FC       | Ligue 1               | 31          | 5           | 11          | -               | -               | -               | 1                 | 1                 | 0                 | -                              | -                              | -                              | -                              | 32    | 6     | 11    |
| Sous-total            | Sous-total            | Sous-total            | 166         | 27          | 29          | 7               | 1               | 2               | 7                 | 1                 | 1                 | -                              | 0                              | 0                              | 0                              | 180   | 29    | 32    |
| 2013-2014             | Olympique lyonnais    | Ligue 1               | 10          | 0           | 0           | 2               | 0               | 0               | -                 | -                 | -                 | C1+C3                          | 3+5                            | 0+0                            | 0+0                            | 20    | 0     | 0     |
| 2014-2015             | Olympique lyonnais    | Ligue 1               | 1           | 0           | 0           | -               | -               | -               | -                 | -                 | -                 | C3                             | 1                              | 0                              | 0                              | 2     | 0     | 0     |
| Sous-total            | Sous-total            | Sous-total            | 11          | 0           | 0           | 2               | 0               | 0               | 0                 | 0                 | 0                 | -                              | 9                              | 0                              | 0                              | 22    | 0     | 0     |
| 2014-2015             | SC Bastia             | Ligue 1               | 15          | 1           | 4           | -               | -               | -               | 2                 | 0                 | 0                 | -                              | -                              | -                              | -                              | 17    | 1     | 4     |
| 2015-2016             | SC Bastia             | Ligue 1               | 37          | 5           | 5           | 2               | 1               | 0               | 1                 | 0                 | 0                 | -                              | -                              | -                              | -                              | 40    | 6     | 5     |
| 2016-2017             | SC Bastia             | Ligue 1               | 29          | 4           | 3           | 1               | 0               | 0               | 1                 | 0                 | 0                 | -                              | -                              | -                              | -                              | 31    | 4     | 3     |
| Sous-total            | Sous-total            | Sous-total            | 81          | 10          | 12          | 3               | 1               | 0               | 4                 | 0                 | 0                 | -                              | 0                              | 0                              | 0                              | 88    | 11    | 12    |
| 2017-2018             | FC Lorient            | Ligue 2               | 23          | 3           | 1           | 3               | 2               | 0               | 3                 | 0                 | 0                 | -                              | -                              | -                              | -                              | 29    | 5     | 1     |
| 2018-2019             | Stade lavallois       | National              | 32          | 7           | 3           | -               | -               | -               | 1                 | 0                 | 0                 | -                              | -                              | -                              | -                              | 33    | 7     | 3     |
| 2019-2020             | US Saint-Malo         | National 2            | 8           | 3           | 0           | 1               | 0               | 0               | -                 | -                 | -                 | -                              | -                              | -                              | -                              | 9     | 3     | 0     |
| 2020-2021             | US Saint-Malo         | National 2            | 7           | 0           | 0           | 2               | 0               | 0               | -                 | -                 | -                 | -                              | -                              | -                              | -                              | 9     | 0     | 0     |
| Sous-total            | Sous-total            | Sous-total            | 15          | 3           | 0           | 3               | 0               | 0               | 0                 | 0                 | 0                 | -                              | 0                              | 0                              | 0                              | 18    | 3     | 0     |
| Total sur la carrière | Total sur la carrière | Total sur la carrière | 532         | 75          | 51          | 35              | 7               | 2               | 25                | 2                 | 1                 | -                              | 11                             | 0                              | 0                              | 603   | 84    | 54    |

## Palmarès

### En club
- SC Bastia
  - Finaliste de la Coupe de la Ligue en 2015

### En sélection
- Vainqueur du Championnat d'Europe des moins de 18 ans en 2000